# Potoci (Mostar)
Potoci (kyrillisch Потоци) ist ein Ort im Kanton Herzegowina-Neretva (Bosnien und Herzegowina), der zur Stadt Mostar gehört. Der Ortsname bedeutet übersetzt „Bäche“.

## Geographie
Potoci liegt 9,3 km nordöstlich des Stadtkerns von Mostar rechtsseitig der Neretva. Potoci grenzt (im Uhrzeigersinn) an den ebenfalls zu Mostar gehörenden Orten Humilišani, Zijemlje, Kutilivač, Vrapčići, Vojno und Željuša. Die Siedlung Omanovića Avlija ist ein Teil von Potoci.
In Potoci mündet der Sušica-Bach in die Neretva.

## Geschichte
Überreste von Besiedlungen Potocis aus der Römerzeit wurden 1882 entdeckt.
1958 wurde in Potoci das Militärtechnische Institut Mostar eröffnet, eine Außenstelle des Militärtechnischen Instituts Belgrad. In dieser Einrichtung wurden chemische Waffen produziert. Von 1959 bis 1965 wurde dort in kleineren Maßstäben Phosgen produziert, ab 1970 Sarin und Senfgas. Zudem wurde an anderen potentiell für den Krieg einsetzbaren Substanzen geforscht. Mit zunehmender Destabilisierung Jugoslawiens ab Ende 1990 wurde die Produktion von chemischen Waffen eingestellt. Im Juli 1991 wurde damit begonnen, die Forschungsapparaturen nach Belgrad ins Zentralinstitut zu verfrachten und Großteile des Waffenarsenals in Potoci zu vernichten. Im Januar 1992 wurde die Anlage offiziell außer Betrieb genommen und 2004 gänzlich abgerissen.
Während des Bosnienkriegs fungierte die Grundschule von Potoci von Juni bis Dezember 1993 als Internierungslager für kroatische Gefangene.

## Religion

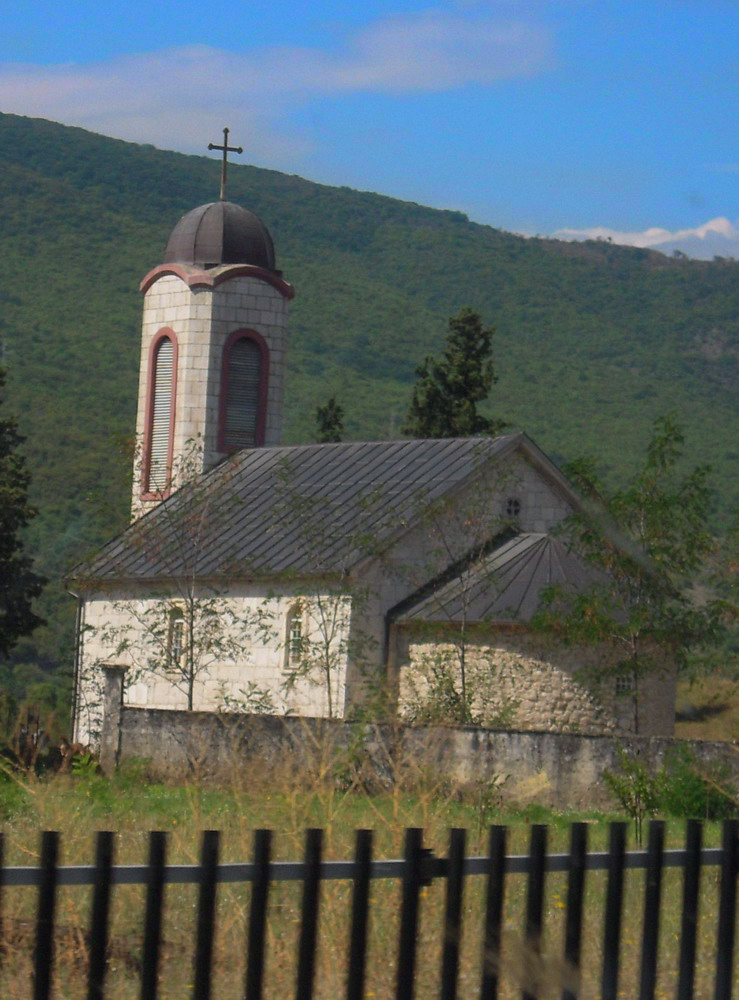
Orthodoxe Kirche von Potoci

In Potoci gibt es eine sunnitische Moschee sowie je eine katholische und orthodoxe Kirche.

## Demographie
Potoci zählte zur Volkszählung 2013 2183 Einwohner, von denen sich 1160 als Bosniaken, 759 als Kroaten und 226 als Serben bezeichneten. 21 Einwohner gehörten anderen Gruppen an oder wollten sich nicht zuordnen. Der Altersdurchschnitt lag bei 40,2 Jahren und damit leicht über dem Durchschnitt von Mostar (39,9 Jahre).
Vor dem Bosnienkrieg zählte Potoci im Jahr 1991 noch 2931 Einwohner.